# A109 (Russland)
Die A109 Iljinskoje schosse (russisch Ильинское шоссе, deutsch Iljinsker Chaussee) ist eine Fernstraße föderaler Bedeutung im russischen Fernstraßennetz. Sie führt als Stichstrecke unweit Moskau am linken Ufer der Moskwa aufwärts von der Moskauer Ringautobahn nach Petrowo-Dalneje. Sie hat eine Gesamtlänge von nur 17 km und gehört damit zu den kürzesten Strecken im föderalen Straßennetz Russlands.
Die Bedeutung der Straße, die sackgassenförmig in einen scheinbar unbedeutenden Vorort der russischen Hauptstadt führt, liegt in den Datschen, die sich hier befinden. Zur Zeit der Sowjetunion hatten hier Angehörige der Parteinomenklatura ihre Wochenendhäuser. Der sowjetische Staats- und Parteichef Nikita Chruschtschow verbrachte nach seiner Absetzung in Petrowo-Dalneje seine letzten Lebensjahre.
Die Straße erhielt die Nummer A109 im Jahr 2010. Zuvor trug sie die Nummer A106.